# تیه مانیت
 تیه مانیت  (به انگلیسی: Tiemannite) با فرمول شیمیایی  از مجموعه کانی هاست و از نام کاشف آن، شیمیدان آلمانی C.W.F.Tiemann مشتق شده‌است. فقط در آب محلول است. Hg:۷۱٫۷٪  Se:۲۸٫۳٪  با انکلوزیون‌های Cd,S برای اولین بار در آلمان غربی کشف شد و از نظر شکل بلور: تترائدر (کمیاب)، رنگ: خاکستری سربی تیره، شفافیت: کدر(اپاک)، شکستگی: نامنظم، جلا: فلزی، رخ: ندارد، سیستم تبلور:  مکعبی و در رده‌بندی سلنیور است  و منشأ تشکیل آن هیدروترمال است.
همایند کانی‌شناسی (پارانژ) آن کالکوزین- کلوستالیت- امانژیت- کلسیت است
، از نظر ژیزمان بلوری - توده‌ای - دانه‌ای کمیاب است و بیشتر در آلمان، چک اسلواکی و آمریکا یافت می‌شود.

## منبع
- پردیس کشاورزی ایران